# Трофимцево
Трофимцево — деревня в Бежецком районе Тверской области. Входит в состав городского поселения Город Бежецк.

## География
Находится в восточной части Тверской области у восточной окраины районного центра города Бежецк к югу от железнодорожной линии Бежецк — Рыбинск.

## История
Деревня была отмечена еще на карте 1825 года. В 1859 году здесь (деревня Бежецкого уезда Тверской губернии) было учтено 8 дворов, в 1978 — 28.

## Население
Численность населения: 69 человека (1859 год), 77 (русские 95 %) в 2002 году, 69 в 2010.